# イオンモール白山
イオンモール白山（イオンモールはくさん）は、石川県白山市にあるイオンモールが管理・運営するモール型ショッピングセンターである。

## 概要
テナント数は203店舗であり、北陸エリア最大級のショッピングセンターとなる。203店のテナントの内の85店は北陸エリア初出店や県内初出店であり、その内の35店はイオン御経塚ショッピングセンターから移転した。
なお、2021年（令和3年）5月31日に閉店した野々市市のイオン御経塚ショッピングセンターから同施設は西へ1.5km離れた場所に立地しており、石川県道8号松任宇ノ気線（海側幹線）と石川県道194号宮永横川町線に面する。また、北陸自動車道の白山ICから南へ500m離れた場所にあり、北陸三県からの集客を見込む。
新型コロナウイルス対策の換気も十分としており、デジタル買物などの地域密着形で顧客利便性が高いとする。また、レジに並ばす買物できる「レジゴー」やAIカメラによる接客、ドライブスルー受け取りなどのサービスを導入した。北陸のイオンで初めてとなる「惣菜・弁当のモバイルオーダー」も取り入れた。

## 主要テナント
現在のテナントの詳細は、公式サイトのショップリストまたはフロアガイドを参照。
- イオンスタイル白山（中核店舗）[4][5]
- イオンシネマ白山（後述）[17][18]

### イオンシネマ白山
イオンモール白山開業と同時にオープンした映画館であり、前述のイオン御経塚ショッピングセンター店内に存在していたイオンシネマ御経塚の後継となるイオンエンターテイメント運営のシネマコンプレックスである。
前述の新型コロナウイルス対策に伴い「アップグレードシート」と「コンフォートシート」が導入されたため、座席数が10スクリーン・1,118席となっており、特に「グランシアター」を冠したスクリーン1は22席と少ない。また、スクリーン5では、日本の映画館では初めてとなる「ホライゾナル・ラインアレイ・サブウーファーシステム」を導入している。
| SCREEN No. | 座席数 | アップグレードシート | コンフォートシート | 車椅子スペース | 備考                                                 |
| ---------- | ------ | -------------------- | ------------------ | -------------- | ---------------------------------------------------- |
| 1          | 22     | 0                    | 0                  | 0              | グランシアター                                       |
| 2          | 46     | 10                   | 0                  | 2              |                                                      |
| 3          | 46     | 10                   | 0                  | 2              |                                                      |
| 4          | 49     | 10                   | 0                  | 2              |                                                      |
| 5          | 176    | 22                   | 10                 | 2              | ULTILA 4Kレーザープロジェクター                      |
| 6          | 125    | 18                   | 0                  | 2              | 3Dデジタル対応                                       |
| 7          | 174    | 18                   | 0                  | 2              |                                                      |
| 8          | 176    | 22                   | 10                 | 2              | ULTILA ドルビーアトモス対応 4Kレーザープロジェクター |
| 9          | 69     | 10                   | 0                  | 2              |                                                      |
| 10         | 69     | 10                   | 0                  | 2              |                                                      |

## アクセス
- 北鉄金沢バスイオン白山線・上荒屋線または北鉄白山バス白山線「イオンモール白山」下車（白山線は平日のみ運行）[24]。
- 北陸自動車道白山ICより約5分。
- IRいしかわ鉄道野々市駅より徒歩約20分（約1.5km）。